# Santuario dell'Incidella

Il santuario con il porticato, in una vecchia foto

Il santuario dell'Incidella è un luogo di culto cattolico, dedicato alla natività di Maria, che sorge sul territorio del comune di Gottolengo. Fu costruito, nel XVIII secolo, per volere di nobili e del clero locale su di una piccola cappella preesistente ai limiti nord-est dell'attuale centro abitato, lungo la strada che conduce al vicino paese di Isorella.

## Storia
Si presume che, dove oggi sorge il santuario, vi fosse, sin dal Cinquecento, una cappella, ove i cittadini si raccoglievano per pregare. Molto probabilmente si trattava di un piccolo sacello pagano, costruito ai tempi della civiltà romana, trasformatasi poi, con l'avvento del Cristianesimo, in un modesto altare. Il santuario fu costruito a seguito sia dell'acquisto, da parte dell'allora prevosto di Gottolengo, dei terreni su cui ora sorge il luogo di culto, sia ad una sorta di miracolo avvenuto nel 1653. Si narra infatti che un cieco, mentre stava implorando la vergine Maria di riconcedergli la vista, proprio in questa cappella, la riacquistò. Alla notizia di tale avvenimento gli abitanti presero a persuadere i signori locali ad edificare un vero e proprio santuario, costruito sulla cappella in cui era avvenuto il prodigio.
Così nel 1682 vennero ultimati i lavori di costruzione, iniziati nel 1653, del santuario. Costruito secondo lo stilebarocco, il luogo di culto mariano conserva una pregevole effigie della Madonna, collocata sull'altare lignee, e statuette angeliche porta-candele situate presso il presbiterio. Il santuario fu corredato, successivamente, anche di un piccolo campanile (XVIII secolo). Innanzi all'ingresso principale venne eretto un porticato a tre arcate, e, forse per il suo utilizzo come xenodochio per i pellegrini, fu ampliato con un modesto oratorio.
Oggi il santuario è di proprietà della parrocchia di Gottolengo. Il portico venne abbattuto, a seguito dei danni riportati a causa dello scontro di un automezzo nel 1960, quando il santuario dava direttamente sulla strada. Negli ultimi anni è stato costruito uno spiazzo di dimensioni abbastanza grandi da poter consentire la costruzione di un nuovo porticato. Il campanile, corredato da campane in bronzo Ottocentesche recanti l'effigi di Sant'Anna, Sant'Agnese e Sant'Agata, è stato più volte stuccato e ridipinto, così come la chiesa, mentre le mura che delimitano l'oratorio sono realizzate con mattoni in cotto.